# Landesstraße 32
Die L32 ist eine Landesstraße L in Niederösterreich. Sie führt auf einer Länge von 12,6 Kilometern von der Donau Straße B3 bei Spillern über den Rohrwald zur Laaer Straße nördlich von Rückersdorf.

## Geschichte
Zwischen dem Rohrwald und Rückersdorf befindet sich am Wegrand der L32 ein Frontgedenkstein. An dieser Stelle verlief am Ende des Zweiten Weltkrieges vom 17. April bis 8. Mai 1945 die Front.
Im Zuge der Verkehrsfreigabe der Umfahrung Harmannsdorf-Tresdorf wurde die Landesstraße L32 vom bisherigen Endpunkt in Rückersdorf bis zur nördlichen Anschlussstelle der Landesstraße B6 verlängert.

## Sehenswürdigkeiten
Die verkehrsarme Straße ist vom Donauradweg erreichbar und führt durch den hügeligen und schattigen Rohrwald, weshalb die Strecke eine sehr beliebte Rennrad-Strecke ist.
Im Rohrwald beim sogenannten „Goldenen Bründl“ befindet sich auch ein gleichnamiges Gasthaus.